# Game Creek
Game Creek – jednostka osadnicza w Stanach Zjednoczonych, w stanie Alaska, w okręgu Hoonah–Angoon.